# Grotte Scladina

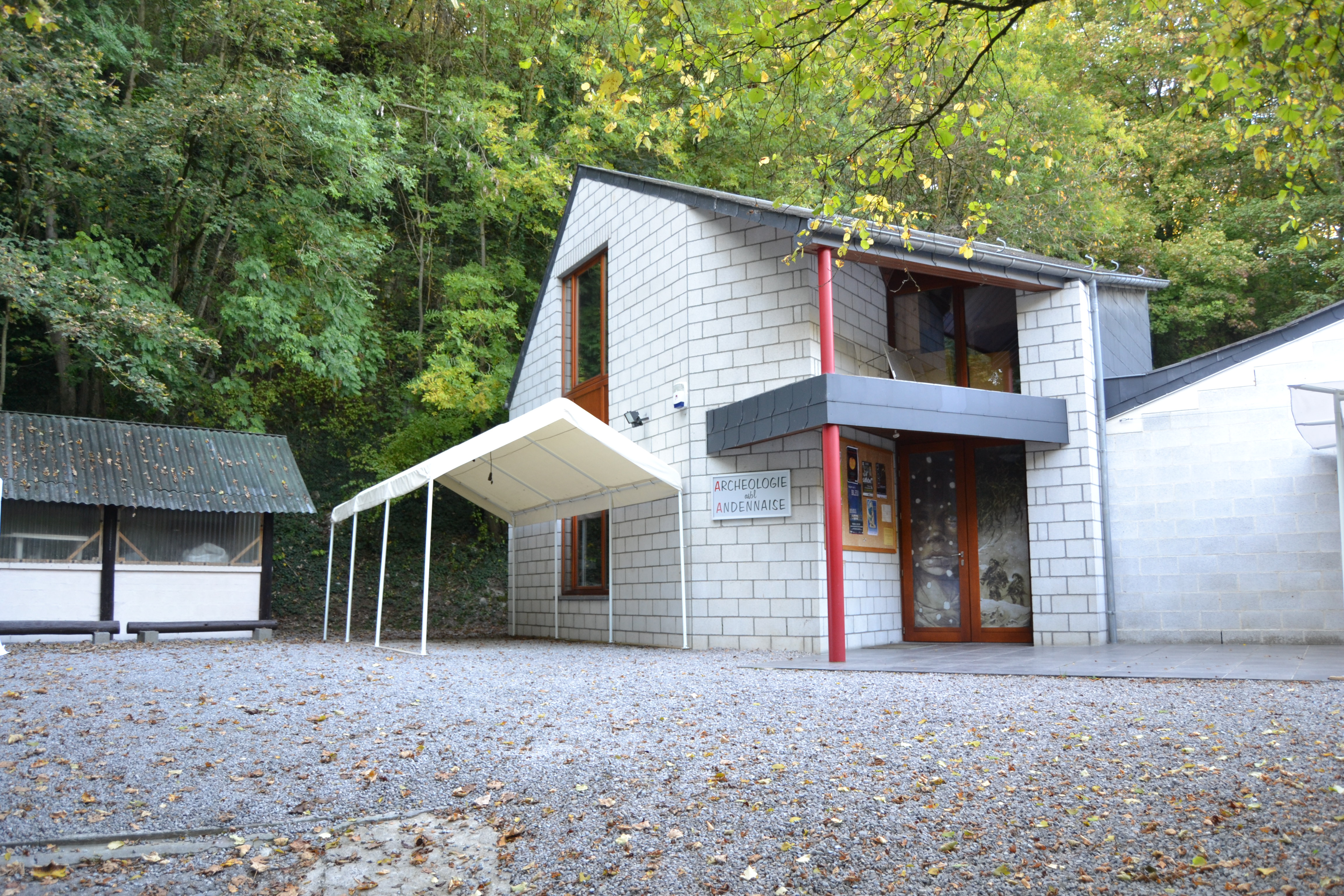
Centre d'accueil du site de la grotte de Sclayn au Fond des Vaux à Andenne.

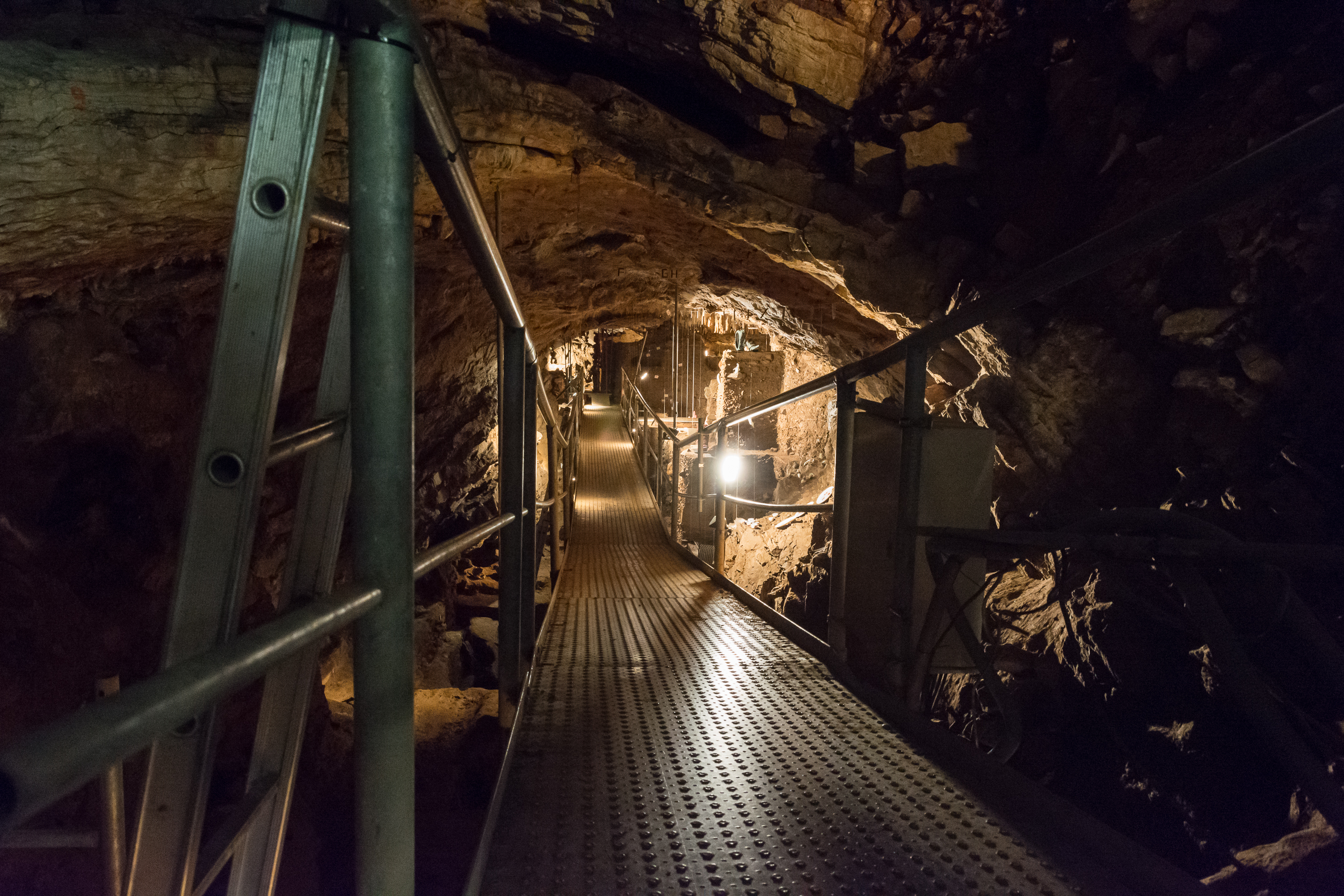
Vue du site de la grotte

La Grotte Scladina (ou Grotte de Sclayn) est une cavité karstique située à Sclayn, dans la commune d'Andenne en Belgique. D'importants restes humains préhistoriques y furent découverts, ainsi que des traces d'ours des cavernes.
Elle a livré en 1993 des restes d'homme de Néandertal, les seuls trouvés en Belgique au XXe siècle (le dernier vestige précédent fut le fémur de Fonds-de-Forêt, à Trooz en 1895). Et également le premier fossile néandertalien du XXIe siècle, celui d´un homme d'environ 45 ans.

## Situation
La grotte Scladina est située à proximité d'une route montant le coteau en rive droite de la Meuse, au sud-ouest du village de Sclayn, dans la vallée du Ry de Pontainne.
Elle voisine diverses grottes de la Meuse moyenne, entre Namur et Liège, ayant notamment livré d'autres vestiges paléoanthropologiques importants, telles les grottes Schmerling, de Spy, de Ramioul ou d'Engihoul. Elle est creusée dans des couches de calcaire viséen.

## Découverte et fouilles locales
Des grottes sont explorées dans les environs depuis 1949. La grotte Scladina fut découverte en 1971 par des spéléologues du C.A.S. (Cercle archéologique sclaynois). Après les travaux de déblaiement de l'entrée, les premières fouilles rapidement entamées mettent au jour des outils taillés, datant du Paléolithique moyen (Moustérien, il y a environ 30 000 à 34 000 ans). Des vestiges de cette époque n'avaient plus été trouvés en Belgique depuis près d'un siècle. À partir de 1978, l'Université de Liège participe aux fouilles. Deux occupations néandertaliennes durant des périodes interglaciaires plus clémentes (variations du climat terrestre suivant les changements des paramètres astronomiques des mouvements de la Terre par rapport au Soleil engendrant les cycles de Milankovitch) sont identifiées : l’une datant de 130 000 ans, et l’autre de 40 000 ans. L'homme moderne (homme de Cro-magnon) a également brièvement occupé le site au Paléolithique supérieur (entre 32 000 et 9 000 ans avant notre ère) et a utilisé l'endroit comme lieu d’inhumation au Néolithique (entre −5 300 et −2 000).
Le site de la grotte Scladina proprement dite se présente actuellement comme un boyau d'une cinquantaine de mètres de longueur. Plus de 120 couches, réparties en 28 ensembles sédimentaires, ont été répertoriées sur une séquence qui totalise près de 15 m d’épaisseur, représentant plus de 100.000 ans de dépôts. L'autre extrémité de la grotte se trouvait vraisemblablement au niveau de la vallée de la Meuse. En contrebas se trouve un autre boyau, la Grotte Saint-Paul. Le site était également alimenté par un ou plusieurs avens. La jonction par déblai à la pelle entre la Grotte de l'Ours et la Grotte Sous-Saint-Paul a été réalisée en juillet 2025.

## Découverte de 1982
Des outils préhistoriques en os sont excavés en 1982 dans un niveau du Paléolithique moyen correspondant à un épisode interglaciaire chaud (Éémien) entre l'avant dernière et la dernière grande glaciation (période interglaciaire de Riss-Würm dans les Alpes). Les méthodes de biologie moléculaire des années 1980 ne permettent pas d'en savoir plus et les ossements sont alors remisés dans les collections du site en attente d'analyses ultérieures.

## Découverte de 1993
Les restes d’une mâchoire d’un enfant ayant vécu il y a 127 000 ans[citation nécessaire] – l’Enfant de Sclayn – sont découverts le 16 juillet 1993. Des traces d'ADN fossile sont extraites à partir d'une dent de lait molaire suffisamment bien préservée. L'ADN est ensuite dupliqué (amplifié) par PCR, séquencé, et étudié en détail. Cet ADN humain figure parmi les plus anciens connus. Une autre étude réalisée au synchrotron de Grenoble (ESRF) concerne l’âge de l’Enfant de Sclayn déterminé par comptage des stries de l'émail présent sur la partie externe de la couronne d'une dent. L'enfant serait mort à l’âge de 8 ans. D'après l’étude de la longueur relative des racines de ses canines il pourrait s'agir d'une fillette. La grotte connaît un regain d'intérêt international à la suite de ces publications scientifiques.

## Découverte de 2025
Grâce aux progrès scientifiques accomplis en biochimie et biologie moléculaire depuis leur découverte, il y a près de 43 ans, les outils préhistoriques en os excavés en 1982 à la grotte Scladina ont pu être caractérisés en 2025 par Grégory Abrams, archéozoologue à l'Université de Gand, et toute son équipe,. L'analyse protéomique des ossements, dont les résultats ont été publiés dans la revue Scientific Reports (Revue Nature), révèle que les os étudiés sont ceux d'un lion des cavernes (Panthera spelaea). Ces outils à multiples fonctions ont été fabriqués par l'homme de Néandertal, au Paléolithique moyen, il y a 130 000 ans durant la période chaude de l'Éémien, l'avant-dernière période interglaciaire du Quaternaire (correspondant à l'interglaciaire entre les glaciations de Riss et de Würm dans les Alpes). Les protéines analysées sont censées provenir de la chair d'un animal tué, ou mort, peu avant son dépeçage et non des restes d'une carcasse en décomposition (putréfaction). Une telle découverte suggère que les chasseurs néandertaliens couraient des risques élevés et implique probablement aussi une grande audace pour affronter cette bête redoutable, le plus grand prédateur des humains à cette époque. Cette découverte est la première de la sorte au monde.

## Classement comme patrimoine exceptionnel
Le site archéologique des grottes paléolithiques de Sclayn est classé comme patrimoine immobilier exceptionnel de la Wallonie, au titre de « site souterrain de caractère exceptionnel », par arrêté du 27 mai 2009.
Le site est ouvert au public.